# Невијано дељи Ардвини
Невијано дељи Ардвини (итал. Neviano degli Arduini) је насеље у Италији у округу Парма, региону Емилија-Ромања.
Према процени из 2011. у насељу је живело 163 становника. Насеље се налази на надморској висини од 516 м.

## Становништво
Према резултатима пописа становништва 2011. у општини је живело 3.691 становника.
| 1951. | 1961. | 1971. | 1981. | 1991. | 2001. | 2011. |
| ----- | ----- | ----- | ----- | ----- | ----- | ----- |
| 7.720 | 5.995 | 4.413 | 3.970 | 3.612 | 3.727 | 3.691 |

## Партнерски градови
- Tarascon